# Plungė
 Denne artikel handler om selve byen Plungė. Ordet Plungė bruges ofte også som en kort betegnelse for Plungė Kommune.
Plungė er en by i det nordvestlige Litauen, hovedsæde i Plungė distriktskommune og har et indbyggertal på 22.311(2011). Byen ligger i Telšiai apskritis.

## Historie
Det menes, at det område, hvor Plungė ligger, var beboet i 5.-1. århundrede f.Kr. Efter indgåelsen af Melno traktaten blev landsbyråd oprettet i skovene i Žemaitija. Fra 1300-tallet til midten af 1500-tallet var Plungė en del af Gandinga volost som en almindelig bebyggelse. Senere begyndte befolkningen i Plungė at vokse hurtigere end befolkningen i Gandinga, og overgik befolkningen dér. I 1567 blev Plungė første gang nævnt.
Den 13. januar 1792 fik Plungė Magdeburgrettigheder. Fra 1806 til 1873 tilhørte Plungė Zubovai-familien, og senere Oginskiai-familien, der byggede Plungė slot i 1879.
Plungės våbenskjold blev bekræftet ved et dekret fra Litauens præsident 6 juni, 1997

## Sport
- FK Babrungas;
- Plungės centrinis stadionas.

## Venskabsbyer
Plungė har otte venskabsbyer:
| - Viljandi, Estland - Tukums, Letland | - Bjerkreim, Norge - Golub-Dobrzyń, Polen | - Krasnogorsk, Rusland - Boxholm, Sverige |  | - Bruntál, Tjekkiet - Menden, Tyskland |